# Agrostis lapponica
Agrostis lapponica é uma espécie de gramínea do gênero Agrostis, pertencente à família Poaceae.